# Hadrobunus maculosus
Hadrobunus maculosus is een hooiwagen uit de familie Sclerosomatidae.